# Engelbert Dollfuß
Engelbert Dollfuß, avstrijski politik, * 4. oktober 1892, Texing, Spodnja Avstrija, Avstro-Ogrska, † 25. julij 1934, Dunaj.
Med leti 1932 in 1934 je bil kancler Avstrije. V tej vlogi je zakoličil vladavino avstrofašizma po italijanskem modelu in prepovedal nacistično stranko. Leta 1934 so ga med spodletelim državnim udarom ubili nacistični agenti.